# محامید قبلی (اقصر)
محامید قبلی (به عربی: المحاميد القبلية)، روستایی از توابع ارمنت در استان اقصر و کشور مصر است.

## جمعیت
براساس سرشماری سال ۲۰۰۶ مصر، جمعیت آن ۸۴۴۴  نفر(۴۲۹۸ مرد و  ۴۱۴۶ زن) بوده‌است.